# マサイ・ウジリ
マサイ・ウジリ（Masai Ujiri, 1970年7月7日 - ）は、カナダのプロバスケットボール役員、元選手。北米男子プロバスケットボールNBAトロント・ラプターズのバスケットボール事業社長を務める。
選手としてのキャリア後、2002年からオーランド・マジック、その後デンバー・ナゲッツのスカウトとなった。2008年にはトロント・ラプターズのスタッフに加わった。2010年にはデンバー・ナゲッツにGM兼バスケットボール事業の代表取締役副社長として復帰し、チームのプレーオフ復帰に貢献した。その結果、2013年にNBA最優秀役員賞を受賞した。その翌年にGMとしてラプターズに復帰した。2016年夏にはウジリはGMの肩書きをジェフ・ウェルトマンに譲り、バスケットボール事業の社長に就任した。その後、ウェルトマンの後任として2016年にボビー・ウェブスターがGMに就任した。 ウジリは社長として、チームが持続的な成功の時代を切り開くために尽力し、2019年に初のNBA優勝に貢献した。

## 生い立ち
ウジリはイングランドのボーンマスでナイジェリア人の一家に生まれた。彼の両親はどちらもイングランドへの留学生だった。 ウジリが2歳の時に一家はナイジェリアに戻り、ウジリはナイジェリアのザリアで育った。病院の責任者で看護教育者だった父はデルタ州アヴィアラ出身のイソコ民族で、医師の母はマチャコス出身のケニア人だった。元々ウジリは幼少期にはサッカーをしていたが、13歳でバスケットボールに興味を持ち、友人と北ナイジェリアの屋外バスケットボールコートでプレーするようになった。この興味はアメリカのスポーツ雑誌やNBAの試合のVHSテープやバスケットボール映画から得たものだった。 彼はナイジェリアのNBAスターであるハキーム・オラジュワンに憧れていた。
高校に進む際に、両親はウジリに大学バスケットボールでプレーする夢を追い求めてヨーロッパのトップリーグのチームに参加ことを許した。ウジリはナイジェリアを離れ、ワシントン州シアトルのネイサン・ヘイル高校でナイジェリア人の家庭にホームステイしながらプレーした。イングランド留学を経て、ウジリはノースダコタにある短期大学のビスマルク州立大学に入学し、2年間プレーした。その後、モンタナ州立大学ビリングス校に転入したが、1学期で退学してイングランドに戻り、プロとしてのキャリアを開始した。

## 選手キャリア
ウジリはプロ選手としてのキャリア全てをヨーロッパで過ごした。 大学に進学する前に、当時イングランド4部リーグだったナショナルバスケットボールリーグ・ディビジョン3のソレント・スターズで1シーズンプレーした。ウジリのチームは20勝2敗の成績でタイトルを獲得した。
大学卒業後はイングランドのダービー・ラムズで1シーズンプレーした。その後、ソレント・スターズに戻り、2年間ベルギーのトゥルネー-イスタンプイシュとヘイメル・ロイヤルズで短期間ずつプレーした。 ロイヤルズでは1試合の出場のみであった。その後、ウジリはフィンランドのBC ノキアで3か月間プレーし、プレシーズンで2試合に出場したがその後ウェイブされた。 最後にプレーしたのはデンマークだった。

## 役員キャリア
2002年にプロ選手としてのキャリアに終止符を打った後、ウジリはナイジェリアでユースのコーチをしていた。 ボストンでNBAのサマーリーグが行われた際に、デビッド・ソープと出会い、大学のコーチへと紹介された。2002年にオーランドで行われたドラフトトライアウトへと若いナイジェリアの選手に同行した際に、オーランド・マジックのスカウト部長だったゲイリー・ブロコーの目に留まり、当時のコーチのドック・リバースとGMのジョン・ガブリエルに紹介された。ウジリはその後オーランド・マジックのスカウトを無給で勤め、必要に応じて自腹を切り、可能な時にはスカウトや選手とルームシェアをしていた。
その後、デンバー・ナゲッツの若手役員だったジェフ・ウェルトマンがウジリをナゲッツのGMのキキ・バンダウェイに紹介し、ウジリは有給の国際スカウトとして雇われた。そこで4シーズンを過ごした後、彼はトロント・ラプターズの国際スカウト部長だったブライアン・コランジェロに引き抜かれた。2008年にはラプターズのアシスタントGMになった。

### デンバー・ナゲッツ (2010-13)
2010年にウジリはナゲッツにGM兼バスケットボール事業の代表取締役副社長として復帰した。 この人事で、ウジリはアメリカのメジャースポーツ初のアフリカ出身GMとなった。 フランチャイズ史上最高の57勝を記録したナゲッツのロスターの面々を集結させ、2013年の年間最優秀役員賞に選出された。 これは非アメリカ人として唯一の快挙である。

### トロント・ラプターズ (2013-)
2013年5月31日に、ウジリは5年1500万ドルの契約を結び、コランジェロの後任としてトロント・ラプターズの副社長兼GMに就任した。 ラプターズのGMとしての最初の仕事として、アンドレア・バルニャーニをトレードでニューヨーク・ニックスへ放出した。 ウジリのGM時代は、ラプターズはカイル・ラウリ―とデマー・デローザンのバックコートデュオに率いられ、2014年にプレーオフに復帰した。
2014年4月19日のイースタンカンファレンスのプレーオフ、ブルックリン・ネッツとのファーストラウンド第1戦前のファン集会で、ウジリはステージから「F--- Brooklyn!」と集まった観衆に向けて叫んだ。 ウジリは第1戦のハーフタイム中に「誤った言葉のチョイスだった。そこにいた子どもたちとブルックリンのみんなに謝罪する」と謝罪し、 NBAのコミッショナーのアダム・シルバーによって25000ドルの罰金を科せられた。
2015年4月8日には、ワシントン・ウィザーズとのプレーオフシリーズ前のファン集会で、ウィザーズのガードのポール・ピアースのラプターズには重要な"何か"が足りないというコメントへの返答として、ウジリはまたも観衆に向けて「ク〇ほどどうでもいい！」と叫んだ。 NBAコミッショナーのアダム・シルバーはウジリに35000ドルの罰金を科したほか、ラプターズの組織にも25000ドルの罰金を命じた。ウジリは「今後はもっと注意深く言葉をチョイスする」とコメントし、謝罪した。
ウジリの下で、ラプターズは継続的に毎年プレーオフに進出するチームとなり、5度のディビジョン優勝を果たし2017-18シーズンにはイースタンカンファレンス最高の成績でレギュラーシーズンを終えた。ウジリの貢献により2016年にはフランチャイズ初のイースタンカンファレンスファイナル進出も達成し、ウジリの契約は球団社長へと昇格した。 彼のGMとしての肩書きはジェフ・ウェルトマンに移った。2017年にウェルトマンがオーランド・マジックに移った際には、ボビー・ウェブスターがラプターズの新たなGMに就任し、2017年と2018年の二年連続スイープでの第二ラウンド敗退を受けて、ラプターズのロスター改革を始めた。 当時ラプターズは3年連続でレブロン・ジェームズに率いられたクリーブランド・キャバリアーズの手によってプレーオフ敗退を喫していた。
ウジリはレブロン・ジェームズとキャブズによって2018年第二ラウンド敗退に追い込まれた直後にヘッドコーチのドウェイン・ケイシーを解雇し(ケイシーは年間最優秀コーチ賞を受賞していた)、アシスタントだったニック・ナースをヘッドコーチに昇格させ、その夏にデローザンとのトレードでカワイ・レナードとダニー・グリーンを獲得して注目を集め、トレード期限前にマルク・ガソルを獲得した。レナードが2017-18シーズンの大半を怪我で欠場していた上に当初はロサンゼルスを本拠地とするチームのみをトレード先として希望していたのに対し、在籍期間が最も長かったデローザンはファンに愛されていた選手だったため、このデローザンとレナードのトレードは物議を醸した。しかし、ラプターズは2019年にフランチャイズ初となるNBAチャンピオンを勝ち取り、レナードがNBAファイナルMVPに選ばれたことで実を結んだ形となった。

#### 2019年NBAファイナルでの事件
2019年6月13日、トロント・ラプターズが2019年NBAファイナルでゴールデンステート・ウォリアーズを下して4勝2敗でシリーズ優勝を決めた直後、ウジリはアラメダ群のアラン・ストリックランド保安官代理と口論になった様子がビデオに捉えられた。 保安局のスポークスマンであるレイ・ケリー巡査部長はウジリがフロアに入るために適切な資格証を提示しなかったと主張した。また、ケリー巡査部長は止められた際にウジリが保安官代理を突き飛ばし、保安官代理がそれに応じる形で接触し、ウジリが保安官代理を押し返して顔に接触したと主張した。居合わせた数人とオラクルアリーナの警備員が介入して二人を引き離した。二人が睨み合う緊張感に包まれた後、ウジリは保安官代理に近づくのを制された。ラプターズのカイル・ラウリ―がウジリに近づき、チームを祝うためにコートへとエスコートした。 別のアングルからはウジリがコートに向かった後ラウリ―に腕を回しながら保安官代理の方向に向かって叫んでいる様子も見られた。
保安局は事件のきっかけを記録したボディカメラの映像を公開しておらず、ウジリが保安官代理を殴ったとされるときにたまたま映像の"スイッチが切れた"と発表した。 現場近くに座っていたウォリアーズのシーズンチケット保持者のグレッグ・ウィーナーは保安官代理が過剰な力で身体的接触を開始したと証言し、 現場から10フィート以内に座っていた他の2人のファン(ベン・ボーラーとルーカス・アブレニカ)も保安官代理の主張に異議を唱えた。 映像ではウジリが手に試合の資格証を持っている姿を確認できる。 しかし、NBAは試合終了前にビジターチームが勝利した場合には金の腕章をつけた人物のみがコートに入ることを許されるとメディアへの注意勧告を発表していた。金の腕章の多くがコート上のカメラマンや役員(ラプターズ運営のメンバーを含む)に見られたが、事件の際にどの角度からもウジリの腕章は見られなかった。
口論の後、アラメダ群保安局はウジリを暴行罪での起訴を勧告すると発表した。保安官代理は事件により脳震盪を起こしたと主張した。 捜査は2019年9月21日に終了し、10月21日には保安局でウジリと彼の弁護士とテリー・ワイリー地方検事補とで非公開の会合が行われ、テレサ・ドレニック地方検事補は地方検事局がこの事件に関してこれ以上の措置を取ることはないと発表した。
2020年8月にはアラン・ストリックランド保安官代理のボディカメラ映像が公開された。この映像で、ウジリが彼の試合の資格証に手を伸ばしたが、試合後にコートに入るために必要な紫色のトロフィーの資格証も金色の腕章も確認されていないうちに、保安官が二度ウジリの胸を押す様子が確認された。 この映像でウジリではなく保安官代理が物理的な接触を開始したことを明らかにした。
2020年10月6日に、ストリックランドの弁護団はウジリからの訴訟に対する反訴を棄却する申し立てを行った。Zoomでの審理が11月17日に予定されていた。

## 活動
ウジリはナゲッツのスカウトだった2003年にバスケットボールの才能を発掘するために非営利団体である『ジャイアント・オブ・アフリカ』を設立した。最初のジャイアント・オブ・アフリカ・キャンプはナイジェリアで開催された。
ウジリはNBAによるアフリカ大陸全体でバスケットボールを推進する『国境なきバスケットボール』プログラムの理事も務めている。 また、ネスレ・ミロがスポンサーとなっているナイジェリアのトップ50選手を対象にしたキャンプと、ナイキの協力を得て自身がスポンサーとなっているアフリカのビッグマンを対象にしたキャンプも実施している。ウジリと国境なきバスケットボールについてはヒューバート・デイビスによる2016年のドキュメンタリー映画『ジャイアント・オブ・アフリカ』で取り上げられている。
ウジリはドナルド・トランプ大統領がハイチや彼の故郷であるナイジェリアからの移民について"肥溜め"と表現したとされる発言に対して遺憾の意を表明した。ウジリはトランプ大統領の発言は人々を勇気づけるリーダーシップを示すものではなく、トランプが言及した国々や人々に対して不当なものであると述べた。
2018年11月28日のYMCA平和週間中に、ウジリはYMCA・オブ・グレーター・トロントから初の会長平和賞を授与された。 トロント警察のデイル・スウィフト巡査とメンタルヘルス活動家のロイッツァ・アキーノの2人とともに受賞した。
2020年2月に、ウジリはカナダのジャスティン・トルドー首相のエチオピアやセネガルを含むアフリカ諸国への外遊に同行した。 ウジリはセネガルの首都ダカールでのイベントにスポーツ慈善団体『ライト・トゥー・プレイ』の代表として参加した。

## 私生活
ウジリはファッションモデルのラマトゥ・ウジリと結婚しており、カナダ市民の2人の子どもを持つ。
ウジリ自身もカナダの市民権を持っており、カナダ人として有効なパスポートを所持していることを明らかにしている。